# Стад Турбийон
„Стад Турбийон“ (на френски: Stade de Tourbillon) е стадион в Сион, Швейцария. Ползва се най-често за футболни мачове. Служи за домакинските мачове на ФК „Сион“.
Построен е през 1968 г. Основно е ремонтиран през 1989 г. Има капацитет от 16 000 места, като преди ремонта е бил 19 600 места.